# Gerhard Roese
Gerhard Roese (* 14. Februar 1962 in Darmstadt, aufgewachsen in Stuttgart und Worms) ist ein deutscher Bildhauer, Kunsthistoriker und Architektur-Modellbauer.
International bekannt wurde er im Zusammenhang mit der Aufklärung des Systems des sexuellen Missbrauchs an der Odenwaldschule.

## Leben
Von 1975 bis 1982 war Roese Schüler an der Odenwaldschule. Nach dem Abitur 1982 mit Abschluss als Chemisch-Technischer Assistent vor der Industrie und Handelskammer des Kreis Bergstrasse studierte er von 1984 bis 1989 das Fach Bildhauerei bei Hiromi Akiyama an der Staatlichen Akademie der Bildenden Künste in Karlsruhe. Von 2001 bis 2003 schloss sich ein weiterführendes Studium der Kunstgeschichte, klassischen Archäologie, christlichen Archäologie und byzantinischen Kunstgeschichte an der Johannes Gutenberg-Universität in Mainz an.
Das erste Atelier bestand im ehemaligen Bahnhof von Friedrichstal (Stutensee) bei Karlsruhe. Dort entstanden großformatige Skulpturen aus verschweißten Aluminiumblechen, von denen wegen ihrer teilweise enormen Ausmaße und ihres Gewichts keine erhalten sind. Diese Arbeiten besitzen noch eine formale Nähe zur strengen Formensprache Akiyamas, es liegt ihnen aber bereits ein gegenständliches Konzept zugrunde.
Nach seiner Übersiedlung nach Darmstadt erhielt Roese von 1989 bis 2009 ein Atelier in einem ehemaligen Baracken-Klassenraum an der Georg-Büchner-Schule. Hier schuf er überwiegend Stahl- und Betongussskulpturen. Auch sie waren streng in der Formensprache und berichteten mit klaren Flächen und präzisen Linien von zukünftigen Überbleibseln unserer heutigen Zivilisation.
Nach 2004 hat Roese seine bildhauerische Arbeit in Form der von ihm so genannten „Layersculpture“ völlig neu erfunden. Hier werden nicht mehr die Gegenstände selbst gezeigt, sondern es werden skulptural ausgeformte Rekonstruktionshinweise – größtenteils als Negative der weggelassenen Objekte – gegeben. In diesen Skulpturen entstehen die Objekte erst wieder in der Imagination des Betrachters.
Seit 2009 arbeitet Gerhard Roese im Atelierhaus der Stadt Darmstadt.
Roese ist bekannt für seine Skulpturen, Porträtbüsten und Architekturmodelle im Metallgussverfahren. Die notwendige Technik wurde in Zusammenarbeit mit der Firma Glassl Metallgießerei in Michelstadt erarbeitet.

## Werke

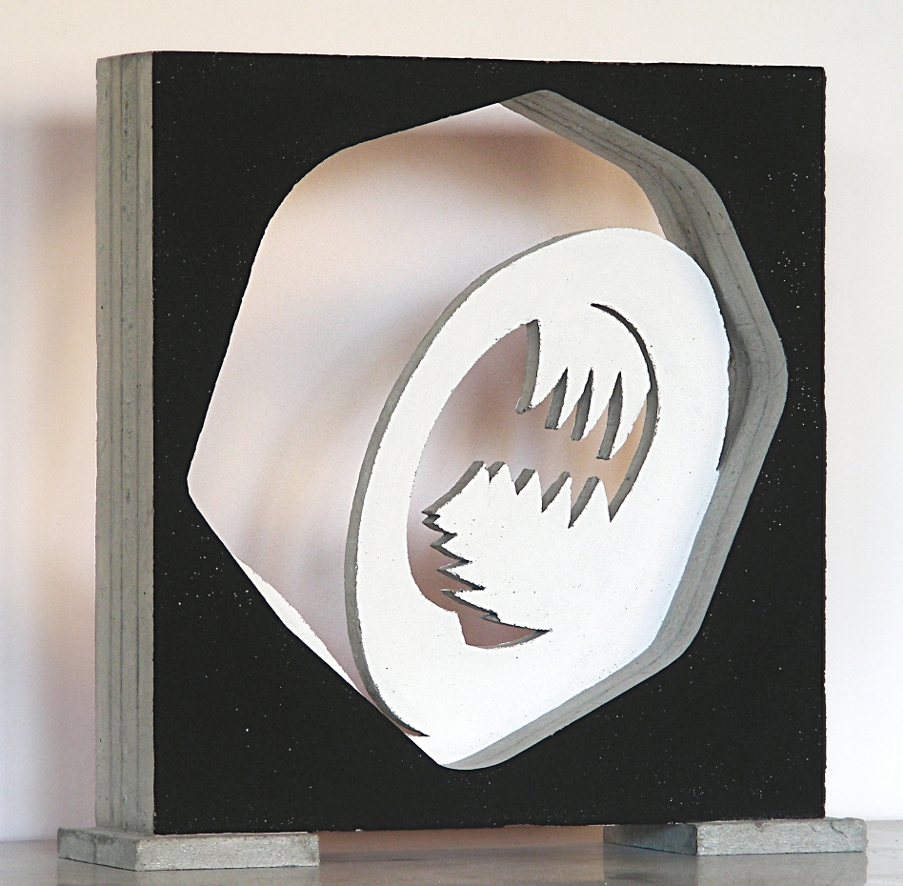
„Bildnis der Mutter“. Betonskulptur

### Ausstellungen
- 1988 Ziegelhütte, Darmstadt
- 1989 Kunsthalle Darmstadt
- 1989 Messe Cast-Art, Düsseldorf
- 1994 Mathildenhöhe, Darmstadt
- 1994 Galerie Terbrüggen, Heidelberg
- 1994 Galerie Kunstpunkt, Darmstadt
- 1994 Stadttheater, Rüsselsheim
- 1995 Kommunale Galerie, Darmstadt
- 1996 Schloss Heiligenberg, Seeheim
- 1999 Studio der Kunsthalle, Darmstadt
- 2006 Ziegelhütte, Darmstadt
- 2007 Lautertal, Rathaus

Bei den aktuellen Werken steht weniger die Rekonstruktion des gezeigten Objekts im Vordergrund als vielmehr dessen Schatten, der ebenfalls eine Rekonstruktionshilfe ist.
- 2010 Darmstadt, Schnittstelle, „Layersculpture reloaded“
- 2010 Darmstadt, Schnittstelle, „Götter“
- 2011 Zwingenberg, Alte Remise, „Friendly Fire“[5], „Vom Bild zur Büste“
- 2012 Darmstadt, Schnittstelle, „Wilhelm Wagenfeld Ausstellung“ (Katalog)
- 2013 Darmstadt, Schnittstelle, „Heimatvertriebene Sudetendeutsche“ gewidmet den jüdischen Sudetendeutschen die 1942 aus ihrer Heimat nach Auschwitz vertrieben worden waren
- 2013 Darmstadt, Schnittstelle, „Der Dekalog in Flammen“ nach originalen Negativen von der Brandstiftung in der Synagoge zu Glatz bei Breslau 1938
- 2014 Darmstadt, Atelierhaus, „Abschied von einem Unbekannten“[6] nach einem Anatomieschädel, gewidmet den Opfern erzwungener Organspenden in den Konzentrationslagern Hitlerdeutschlands und den Häftlingen, die sie präparieren mussten
- 2014 Darmstadt, Ziegelhütte

### Auftragsarbeiten

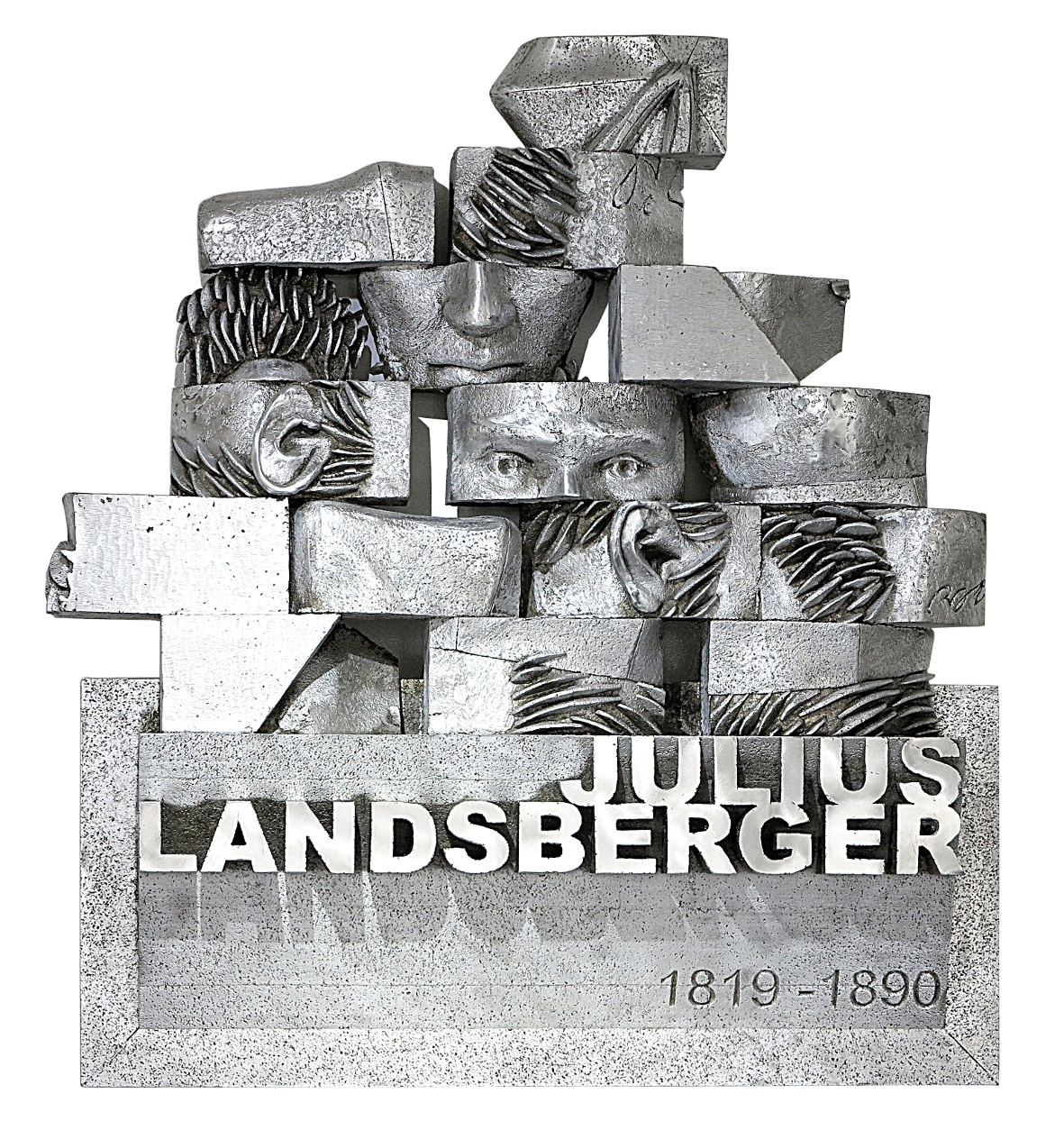
Gedenktafel Rabbiner Julius Landsberger (1819–1890)

- 2006 Karl Plagge Portrait am Ludwig-Georgs-Gymnasium in Darmstadt
- 2011 Wilhelm Wagenfeld Büste, Dessau, Auftragsarbeit private Sammlung
- 2011 Privatbüsten von süddeutschen Unternehmern, Auftragsarbeit private Sammlung
- 2013 Julius Landsberger Memorial im Auftrag des Fördervereins Liberale Synagoge Darmstadt

### Rekonstruktion und Modellbau verlorener Architektur
Zwischen 1999 und 2003 entstanden Modelle von verlorener Architektur für verschiedene Ausstellungsprojekte. Für diese Arbeiten entwickelte Roese eine Methode, mittels des Modellbaus präzisere Rekonstruktionen als bisher zu ermöglichen.
- Worms, St. Martin und St. Lambertus vor der Stadtzerstörung 1689.
- Bingen, Kloster Hildegard von Bingen auf dem Rupertsberg[7]
- Staudernheim, Kloster auf dem Disibodenberg (benediktinische Epoche)
- Paderborn, Vermeintliche Kaiserpfalz Karls des Großen, Dom, Konvent- und Konversengebäude.
- Bingen, römische Brücke über die Nahe, salische Brücke (Drususbrücke) über die Nahe, Eisenbahnbrücke (Fachwerkgitter-Träger-Brücke) aus der Mitte des 19. Jahrhunderts, Hindenburgbrücke über den Rhein.
- Jerusalem, Turm der Grabeskirche
- Jerusalem, Teil der Stadtmauer.
- Jerusalem, Rekonstruktion der konstantinischen Kreuzauffindungskapelle (bis 1115)
- Worms, St. Paulus vor dem barocken Wiederaufbau in der Baugestalt um 1240 (eigener Dendro(be-)fund).
- Worms, Dittelsheim, Alsheim und Guntersblum, Rekonstruktion der ursprünglichen Türme und der darauf befindlichen sogenannten Heidenturmkuppeln.
- Darmstadt, Rekonstruktion der ehemaligen – wahrscheinlich Mollerschen – Schlangenkandelaber (bis 1844)
- Kirchheim-Bolanden, ehem. Orangerie, Beheizung, Bedeutung und Herkunft der sogenannten „Minerva“, die eine Athena ist.
- Staudernheim, Disibodenberg, Rekonstruktion des Augustiner-Chorherrenstifts
- Darmstadt, Rekonstruktion des Aufrissschemas des Ludewigsmonuments von Georg Moller.
- Darmstadt, Rekonstruktion der im 1938 verbrannten Glatzer Synagoge, 2015/2016. Im Mai 2018 stiftete der Bildhauer das gesamte Werk der Stadt Kłodzko.[8][9]

## Publikationen

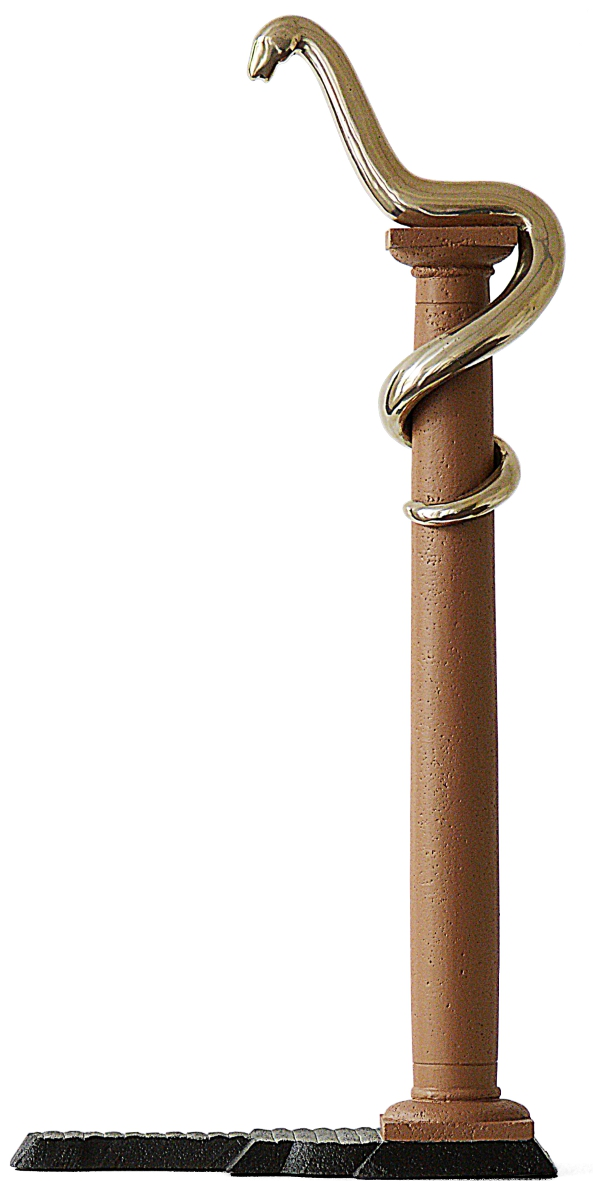
Rekonstruktion eines Mollerschen Schlangenkandelabers

- Das Ludewigsmonument zu Darmstadt zwischen Antike und Moderne, Darmstadt 1999, ISBN 3-00-004746-8
- Karolingerpfalz in Paderborn?, In: Zeitensprünge, Mantisverlag, Heft 3/99, ISSN 0947-7233
- Rekonstruktion der Baugestalt von St. Paulus zu Worms im Zustand um 1240, Mainz, 2002, ISBN 3-00-010781-9, aufgenommen in der Bibliografie des Kataloges der Kreuzfahrerausstellung im bischöflichen Dom- und Diözesanmuseum, Mainz.
- Die Rekonstruktion des Turmes der Grabeskirche in Jerusalem, Mainz, 2002, ISBN 3-00-009775-9, aufgenommen in der Bibliografie des Kataloges der Kreuzfahrerausstellung im bischöflichen Dom- und Diözesanmuseum, Mainz.
- Staurothek Fieschi-Morgan. Byzantinisches Reliquiar erzwingt Phantomzeit, In; Zeitensprünge, Mantisverlag, Heft 2008/01, ISSN 0947-7233
- Die Schlangenkandelaber zu Darmstadt, Darmstadt 2014, ISBN 978-3-00-045426-4 (Online)
- Dreißig Jahre Haft im falschen Film Vortrag, 3. April 2012, Uni Göttingen. Gedruckt erschienen im Mattesverlag Heidelberg „Die Kinder der Kriegskinder und die späten Folgen des NS-Terrors“, ISBN 978-3-86809-070-3[10]
- Decalogue on fire, Justus von Liebig Verlag Darmstadt, Januar 2017 ISBN 978-3-87390-390-6 (Online)

Online-Publikationen auf der Website des Instituts für Geschichtliche Landeskunde Rheinland-Pfalz
- Was bedeuteten die sogenannten Heidenturmkuppeln auf rheinhessischen Kirchtürmen?
- Die Rekonstruktion des Augustiner-Chorherrenstifts mit der Frauenklause auf dem Disibodenberg
- Die Rekonstruktion des Klosters auf dem Rupertsberg
- Die Rekonstruktion der Baugestalt von St. Paulus zu Worms im Zustand um 1240